# Мелборн (Кембриджшир)
Ме́лборн (англ. Melbourn) — крупная деревня на юго-западе графства Кембриджшир, в Восточной Англии. Расположена немного севернее города Ройстон (англ.), если ехать по дороге A10 (англ.). Население — около 4 400 человек. Мелборн относится к Южному Кембриджширу, но имеет почтовый код города Ройстона, который относится к Хартфордширу.
Нулевой меридиан проходит немного западнее Мелборна. Деревня известна своей церковью Всех Святых, которая была впервые сооружена в XI веке, а после масштабной реконструкции конца XIX века включает исходный фрагмент.

## История
Поселение имеет древнюю историю заселения, начиная от появления на Мелборн-Бьюри и несколько древних путей, которые пересекают поселение. Южнее деревни проходит Иклнидский путь (англ.), а Эшвелл-Стрит и римская дорога из Кембриджа в Ройстон, также, вероятно, являются доисторическими путями. Найденные керамика и погребения наглядно показывают жителей бронзового века, а римские поселения найдены на северо-восточной окраине деревни. Раскопки в 1950-х годах открыли 28 могил VII века на христианском кладбище вблизи к Эшвелл-Стрит.
Мелборн упоминается в Книге Страшного суда 5 раз:
1. Tenant-in-chief  and Lord in 1086: Guy of Raimbeaucourt. Households: 6 villagers. 18 smallholders. 10 cottagers. Ploughland: 11 ploughlands (land for). 2 lord's plough teams. 2 lord's plough teams possible. 7 men's plough teams. Other resources: 2.5 lord's lands. Meadow 6 ploughs. 0.5 mills, value 0.13. Phillimore reference: 31,2
2. Tenant-in-chief  and Lord in 1086: Abbey of Ely (St Etheldreda), Households: 6 villagers. 9 smallholders. 3 cottagers. Ploughland: 5 ploughlands (land for). 1.5 lord's plough teams. 0.5 lord's plough teams possible.  3 men's plough teams. Other resources: 1.25 lord's lands. Meadow 5 ploughs. 1 mill, value 0.13. Phillimore reference: 5,34
3. Tenant-in-chief in 1086: Hardwin of Scales, Lord in 1086: Durand. Households: 1 villager. 2 smallholders. 3 cottagers. Ploughland: 1.5 ploughland (land for). Other resources: Meadow 1 ploughs. Phillimore reference: 26,31
4. Tenant-in-chief in 1086: Count Alan (of Brittany). Lord in 1086: Kolsveinn. Households: 3 smallholders. 1 slave. Ploughland: 1.5 ploughland (land for). Other resources: Meadow 0.5 ploughs. Phillimore reference: 14,33
5. Tenant-in-chief in 1086: Earl Roger (of Shrewsbury). Lord in 1086: abbey of Saint-Evroult,

Households: 1 villager. Ploughland: 0.5 ploughlands (land for). Other resources: Meadow 0.5 ploughs. Phillimore reference: 13,7
Название «Melbourn» происходит от Meldeburn, что означает «поток человека по имени Мелде».

## Церковь

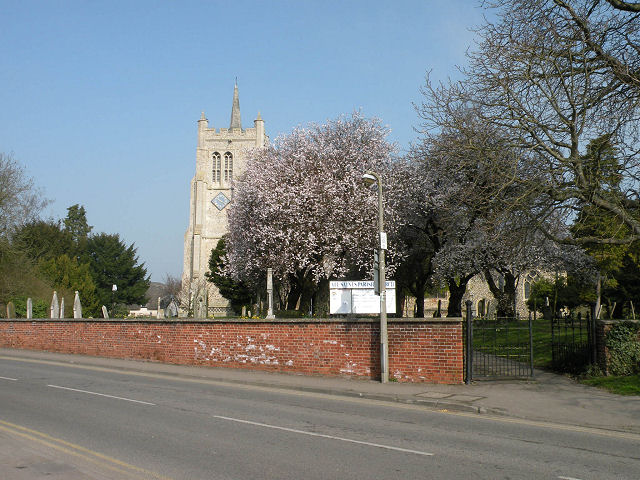
Церковь Всех святых в Мелборне

Находка саксского кладбища указывает, что христианство было представлено в Мелборне с 7 века. В деревня также есть часовня, предположительно, 11 века, которая впервые упоминается в документальных записях 1152 года.
Современная церковь, освящённая в честь Всех святых в 1520 году, относится к категории II* Списка национального наследия Англии. Архитектор Ричард Роув (англ.) руководил масштабными реставрационными работами в 1882 году, но церковь имеет некоторые части, построенные в 13 веке, такие как свод над алтарём и части башни. Фундамент 11 века, возможно, сохранился от более раннего строения.

## Местность
В деревне есть начальная школа и государственная средняя школа, а также Колледж деревни Мелборн. Также есть известный научный парк и железнодорожная станция в соседней деревне, Мелдрет, открытая в 1851 году. Есть лавка мясника, кооперативный продуктовый магазин Co-op, шесть парикмахерских, два агентства недвижимости, три паба, газетный киоск, почтовое отделение, две станции технического обслуживания и три церкви (англиканская, баптистская и реформатская). В Мелборне находится известный ресторан, «Sheene Mill», ранее принадлежавший шеф-повару из телевизионных программ, Стивену Саундерсу.

### Пабы

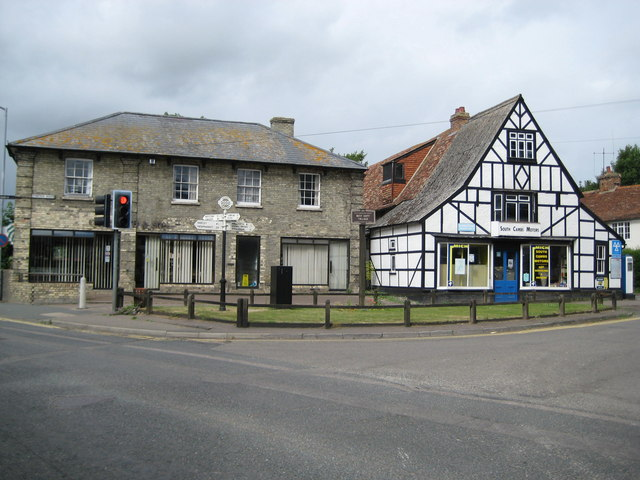
Центральный перекрёсток в Мелборне

Мелборн часто посещали путешественники к 17 веку и в хрониках упоминается, что в 1622 году уже существовал постоялый двор. К концу 18 века их было три: «Dog» (рус. Пёс), «Red lion» (рус. Красный лев), закрывшийся к концу 19 века, и «Hoops» (рус. Обруч), закрывшийся в начале 20 века. В 1865 году в деревне было 11 постоялых дворов и пабов, включая «Black horse» (рус. Чёрный конь), «Star» (рус. Звезда), «White lion» (рус. Белый лев), «Anchor» (рус. Якорь), «Carriers arms» и «Red сow» (рус. Красная корова).
Старейшим из ныне существующих пабов является «Dolphin» (рус. Дельфин), существующий с 1818 года. «Rose Inn», «Coach» и «Horses» были открыты около 1850 года.